# Mintimer Shaimíev
Mintimer Sharípovich Shaimíev (en ruso: Минтимер Шарипович Шайми́ев) es un político tártaro, primer presidente de la República de Tartaristán, Rusia. Fue elegido presidente el 21 de junio de 1991, y luego, fue reelegido tres veces más; la primera, el 24 de marzo de 1996, luego, el 25 de marzo de 2001, y finalmente, el 25 de marzo de 2005. Desempeñó la presidencia hasta el 25 de marzo de 2010.
Mintimer Shaimíev nació el 20 de enero de 1937 en el barrio de Aniákovo en el raión de Menzelinsk de la República Socialista Soviética Autónoma Tártara.
Ha promovido la construcción en Tartaristán de templos de diversas religiones: budistas, ortodoxos, sinagogas judías, mezquitas musulmanas y una catedral católica.
Mintimer Shaimíev dijo al presidente Medvédev en el enero de 2010 que no quiso ser nominado por otro plazo como el presidente de Tartaristan. Él dijo que Rustam Minnijánov, el primer ministro de Tartaristán, era su sucesor preferido. Medvédev entonces denominó a Minnijánov para suceder a Shaimíev el 27 de enero de 2010.

## Enlaces externos

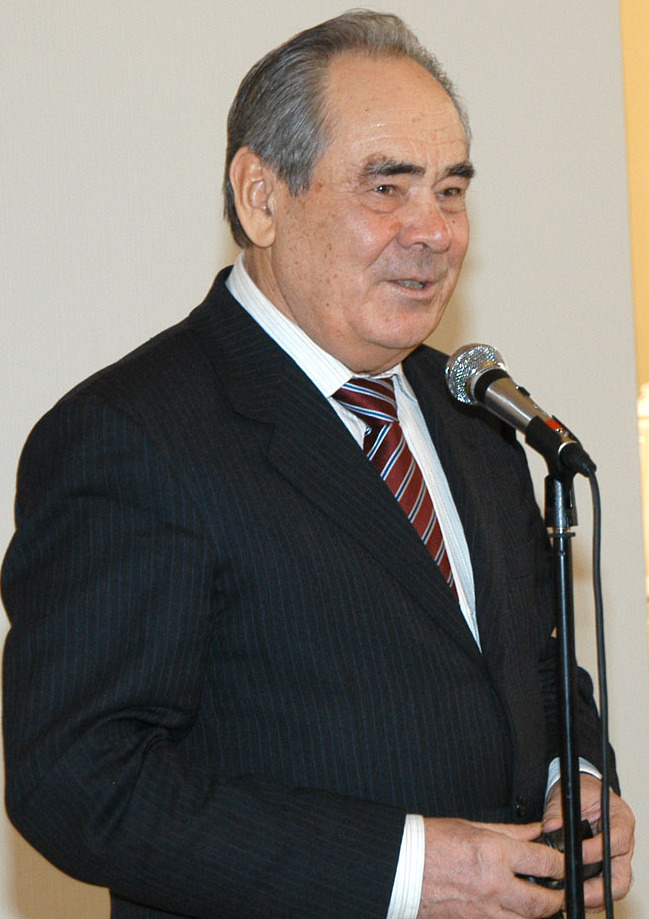
Mintimer Shaimíev.